# مهرجان التوليب الكندي
مهرجان التوليب الكندي () هو حدث سنوي يقام سنوياً في أيار (مايو) في أوتاوا في كندا. يدّعى أن هذا المهرجان هو أكبر مهرجان للتوليب في العالم، حيث يعرض أكثر من مليون زهرة توليب، ويحضره ما يزيد عن نصف مليون زائر سنوياً يتم زراعة أعداد كبيرة من التوليب في أنحاء المدينة بعروض مختلفة، ويوجد أكبر عرض في منتزه المفوّضين في أوتاوا، على شواطئ بحيرة داو، وعلى امتداد قناة ريدو، حيث تزرع ما يزيد عن 300,000 زهرة في تلك المنطقة وحدها. بالإضافة إلى عروض زهور التوليب، يشمل المهرجان أيضاً عروضاً موسيقية ومعارض للمأكولات العالمية.

## التاريخ
عام 1945، أرسلت ملكة هولندا 100,000 زهرة توليب إلى أوتاوا تعبيراً عن الامتنان للكنديين الذي آووا الأميرة يوليانا وابنتها لمدة ثلاث سنوات خلال الاحتلال النازي لهولندا، في الحرب العالمية الثانية.
كان أبرز حدث في كندا في تلك الفترة مولد الأميرة مارغريت ابنة [[عام 1943 يوليانا ملكة هولندا في مستشفى أوتاوا المدني. أعلنت الحكومة الكندية مؤقتاً أن الولادة تمت خارج الحدود الإقليمية وذلك حتى تكون مواطنة الأميرة مارغريت تبعاً لجنسية والدتها فقط. عام 1946، أرسلت يوليانا 20,000 بصلة توليب أخرى وطلبت أن يتم زراعتها وعرضها للمستشفى، ووعدت بإرسال 10,000 بصلة كل عام.

### بداية المهرجان

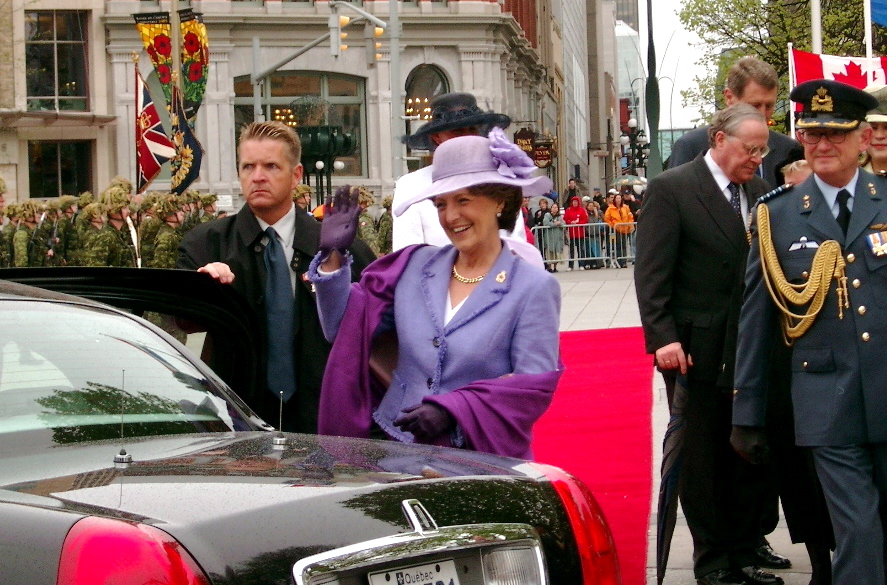
الأميرة مارغريت تعود إلى أوتاوا لحضور مهرجان التوليب الكندي في أيار (مايو) 2002.

في السنوات التي أعقبت تبرّع الملكة يوليانا الأصلي، أصبحت أوتاوا شهيرة بالتوليب، وفي عام 1953، نظّم المصوّر ملاك كارش أول مهرجان للتوليب. عادت الملكة يوليانا للاحتفال بالمهرجان عام 1967، وعادت الأميرة مارغريت عام 2002 للاحتفال بالذكرة السنوية الخمسين للمهرجان.
عام 2007، أعيد تنظيم المهرجان تحت إدارة جديدة. أعيد تصميم المهرجان للتركيز على تعزيز الصداقة الدولية والدور الرمزي للهدية. تم إلغاء رسوم الدخول إلى الحديقة واستحدثت ميزة جديدة سميت «الاحتفاء بالأفكار». كما بدأت في مهرجان عام 2007 حملة جملع تبرعات لدعم الأطفال ضحايا الحروب في كندا.

## وصلات خارجية
- مهرجان التوليب الكندي على موقع ميوزك برينز (الإنجليزية)

- الموقع الرسمي
- «قصة مهرجات أوتاوا للتوليب»